# Cobeligerancia

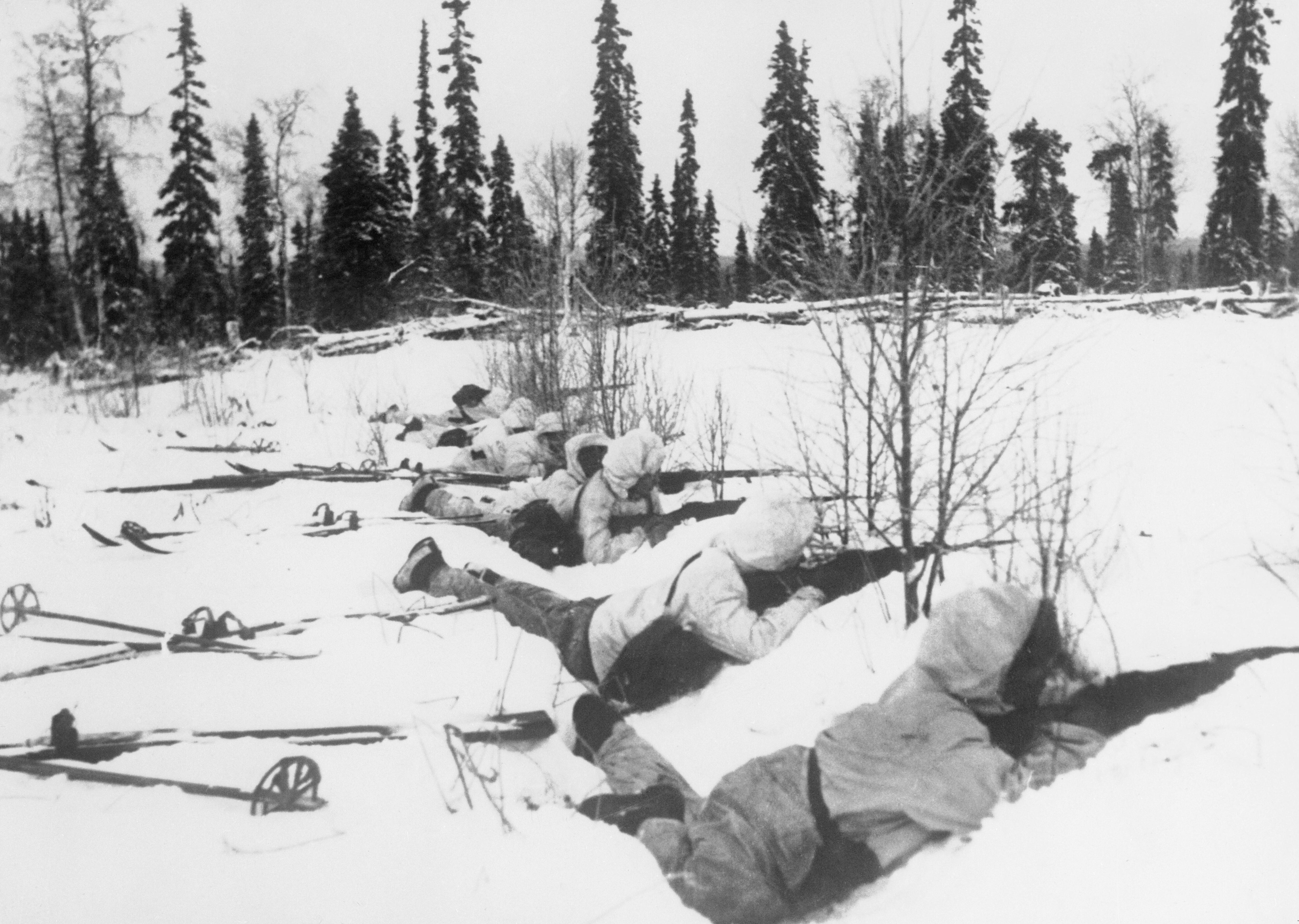
La guerra en Finlandia, una patrulla de esquí finlandesa, tumbada en la nieve en las afueras de un bosque en el norte de Finlandia, en alerta ante las tropas rusas, enero de 1940.

La cobeligerancia (no confundir con beligerancia) es el desarrollo de una guerra en cooperación contra un enemigo común con o sin un tratado formal de alianza militar. Generalmente, el término se utiliza para los casos en los que no existe ninguna alianza. Asimismo, los aliados no pueden convertirse en cobeligerantes en una guerra si no ha surgido un casus foederis que invoque la alianza. Los cobeligerantes se definen en el Diccionario Enciclopédico de Derecho Internacional como «estados en conflicto con un enemigo común, ya sea en alianza entre sí o no».

## Ejemplos históricos en Segunda Guerra Mundial

### Alemania y la Unión soviética como cobeligerantes en Polonia
Después de la invasión de Polonia en septiembre de 1939, Alemania Nazi y la Unión soviética repartieron Polonia de acuerdo con los términos del Pacto Ribbentrop-Mólotov. A pesar de que ambos países invadieron Polonia,  tuvieron no alianza formal, abierta; El pacto era formalmente un acuerdo de neutralidad mutua. La cooperación alemana y soviética en contra de Polonia en 1939 ha sido descrita como cobeligerante.

### Finlandia como cobeligerante con Alemania en la Guerra de Continuación
El término cobeligerante (en finés: kanssasotija, en sueco: medkrigförande) era también utilizado por el gobierno de guerra en Finlandia para su cooperación militar con Alemania (a quienes llamaron sus «hermanos en armas») durante la Segunda Guerra Mundial. Durante la Guerra de Continuación (1941–1944), ambos países tuvieron la Unión soviética como enemigo común. El reingreso finlandés a la Segunda Guerra Mundial estuvo descrito como consecuencia directa del ataque de Alemania en la Unión soviética, Operación Barbarroja.
Si bien los Aliados a menudo se referían a Finlandia como una de las Potencias del Eje, Finlandia nunca fue signataria del Pacto Tripartito Alemán - Italiano - Japonés de septiembre de 1940. Los aliados, a su vez, señalaron el hecho de que Finlandia, al igual que la Italia (fascista) y Japón (militarista), así como una serie de países incluida la España neutral (falangista), pertenecían al Pacto Antikomintern de Hitler.
Adolf Hitler declaró que Alemania estaba im Bunde (ligada) con los finlandeses, pero el gobierno de Finlandia declaró su intención de seguir siendo primero un país no beligerante, y luego cobeligerante después de que los soviéticos comenzaran a bombardear ciudades finlandesas en todo el país, no menos importante, debido a una opinión pública neutralista restante. La verdad estaba en algún punto intermedio:
1. Al minar el Golfo de Finlandia, la Armada de Finlandia junto con la Kriegsmarine antes del inicio de Barbarroja encerraron a la flota de Leningrado, convirtiendo el Mar Báltico y el Golfo de Botnia en aguas prácticamente alemanas, donde los submarinos y la Armada podrían entrenarse sin riesgos además de asegurar las rutas comerciales fundamentales de Finlandia para alimentos y combustible.
2. A Alemania se le permitió reclutar un batallón de voluntarios finlandeses de las Waffen-SS que sirvió bajo el mando alemán directo en operaciones fuera de la frontera entre Finlandia y la Unión Soviética. (También reclutó a las no beligerantes Suecia y España, Alemania no reclutó de países formalmente aliados hasta 1943 cuando Italia se rindió).[4]
3. La ofensiva finlandesa inicial se coordinó con la Operación Barbarroja (ver Guerra de Continuación para obtener detalles de las conversaciones del personal previas a la ofensiva).
4. La invasión finlandesa del Istmo de Carelia (la parte norte fue territorio finlandés hasta 1940) y, en menor medida, la ocupación de más de la mitad de la Carelo-Finesa soviética contribuyeron al asedio de Leningrado. Finlandia también ayudó a bloquear las entregas de suministros soviéticos a la ciudad y acogió, suministró y participó en la flotilla del lago Ladoga, que tenía como objetivo interrumpir la entrega de suministros soviéticos.
5. Un cuerpo del ejército alemán invadió la Unión Soviética desde la Laponia finlandesa, y las unidades del ejército y la fuerza aérea alemanas reforzaron al ejército finlandés durante las decisivas batallas de 1944 en el istmo de Carelia. Finlandia y Alemania ejecutaron varias operaciones conjuntas germano-finlandesas en el frente finlandés. La invasión finlandesa superó con creces el territorio de la Finlandia anterior a la Guerra de Invierno. Finlandia ocupó hasta el lago Onega y las tropas finlandesas incluso cruzaron el río Svir para una posible conexión con las tropas alemanas.
6. Gran Bretaña declaró la guerra a Finlandia el 6 de diciembre de 1941.
7. Alemania suministró a Finlandia equipo militar de todo tipo, desde armas, uniformes y cascos hasta tanques y cañones de asalto. Finlandia, a cambio, entregó recursos raros como el níquel.
8. Finlandia también extraditó a ocho judíos (por órdenes del entonces jefe de la Policía Estatal Arno Anthoni, que era profundamente antisemita; el entonces primer ministro de Finlandia, Paavo Lipponen, emitió una disculpa oficial por las deportaciones en 2000), 76 presos políticos con ciudadanía no finlandesa y 2.600 – 2.800 prisioneros de guerra a Alemania a cambio de 2.100 prisioneros de guerra Fennic / Karelia de Alemania. Algunos de los extraditados tenían nacionalidad finlandesa, pero se habían mudado a la Unión Soviética antes de la guerra. Recibieron la ciudadanía soviética y regresaron a Finlandia en secreto.
9. Los judíos no fueron discriminados. Varios de ellos sirvieron en el ejército finlandés (204 durante la Guerra de Invierno y alrededor de 300 durante la Guerra de Continuación).[cita requerida] Cuando Himmler trató de persuadir a los líderes finlandeses para que deportaran a los judíos a los campos de concentración nazis, se dice que el comandante en jefe de Finlandia, Gustaf Mannerheim, respondió: «Mientras los judíos sirvan en mi ejército, no permitiré su deportación».[cita requerida] Yad Vashem registra que 22 judíos finlandeses fueron asesinados en el Holocausto, todos luchando para las fuerzas armadas finlandesas. Dos oficiales judíos del ejército finlandés y un miembro judío de la organización paramilitar de mujeres Lotta Svärd recibieron la Cruz de Hierro alemana, pero se negaron a aceptarlos.[5]

En contraste, el Tratado de Paz de París de 1947 firmado por Finlandia describió a Finlandia como «un aliado de la Alemania hitleriana» durante la Segunda Guerra Mundial. En una encuesta de 2008 de 28 historiadores finlandeses realizada por Helsingin Sanomat, 16 dijeron que Finlandia había sido un aliado de la Alemania nazi, seis dijeron que no lo había sido y seis no tomaron una posición.

### Los Aliados como cobeligerantes con enemigos anteriores
El término estuvo utilizado en 1943 – 1945 durante las últimas etapas de Segunda Guerra Mundial para definir el estado de aliados anteriores y asocia de Alemania (Italia de 1943, Bulgaria, Rumania y Finlandia de 1944), después de que  unieron la guerra de Aliados en contra de Alemania.

## Uso moderno
En la era posterior al 11 de septiembre, el gobierno de los Estados Unidos ha utilizado el término cobeligerante para aplicarlo a ciertos grupos conectados con Al Qaeda. Lo ha hecho en gran medida como una forma de vincular la autoridad para usar la fuerza contra esos grupos a un estatuto del Congreso de 2001, la Autorización para usar la fuerza militar de 2001, que el Congreso aprobó después del 11 de septiembre para autorizar al presidente a usar la fuerza contra los grupos que había atacado al país y a quienes los albergaban, entendiéndose por Al Qaeda y los talibanes.